# Sainte-Eulalie (Aude)
 Sainte-Eulalie  es una población y comuna francesa, en la región de Languedoc-Rosellón, departamento de Aude, en el distrito de Carcasona y cantón de Alzonne.
Está integrada en la Communauté de communes du Cabardès - Canal du Midi.

## Demografía
| 466 | 459 | 464 | 428 | 420 | 440 | 419 | 486 | 488 | 426 | 389 | 361 | 361 | 354 | 417 | 362 | 388 | 428 | 441 | 376 | 400 | 383 | 370 | 407 | 353 | 344 | 346 | 352 | 258 | 300 | 342 | 406 |
| Para los censos de 1962 a 1999 la población legal corresponde a la población sin duplicidades (Fuente: INSEE [Consultar]) |     |     |     |     |     |     |     |     |     |     |     |     |     |     |     |     |     |     |     |     |     |     |     |     |     |     |     |     |     |     |     |